# 丸塚香奈
丸塚香奈（日语：／ Marutsuka Kana，7月27日—），日本女性配音員。JTB Entertainment所屬。出身於兵庫縣。O型血。

## 簡歷
丸塚香奈小學時看了電視動畫《亂馬½》的重播並深深著迷，在研究動畫的製作方法時了解到了配音員的存在。之後，她迷上了《機動戰士鋼彈SEED》，並第一次因為配音員的表演而哭泣，這讓她再次認識到「配音員真是太棒了」，並開始以此為目標。當時她是鋼彈系列的粉絲，喜歡組裝鋼彈模型並記住機體編號。當時，《機動戰士鋼彈SEED》經常有女性配音員扮演雙重角色，桑島法子演娜達爾和芙蕾，田中理惠演拉克絲和米婭，雖然她們都是由同一個配音員擔當，但她認為「她們看起來像是從完全不同的人說話，真是太神奇了」。丸塚本身也表示，桑島和田中是她尊敬配音員。
大阪動畫學院專科學校聲優學科動畫聲優課程畢業。

## 人物
興趣：自繪指甲、室內布置、房間內部欣賞、歌唱、咖啡館旅程 、學習韓語。
特長：插圖、游泳、百人一首、早起。

## 演出
粗體字表示主要角色。

### 電視動畫
2011年
- 轉吧！企鵝罐（餐廳顧客2）

2012年
- 柴犬子小姐（日语：しばいぬ子さん）（優人[4]）
- 美少女死神 還我H之魂！（亂橋老師）

2013年
- 失憶症（Ikki的粉絲3）

2014年
- 一週的朋友（班上同學）
- 電器街的漫畫店（廣播、魁梧女子、情侶女性、軟弱少年）
- 未確認進行式（女學生）

2015年
- 純情羅曼史3（女子）
- 城下町的蒲公英（事務官、卯月）
- 黏黏糊糊角質君 (第2期)（智能手機、智齒）

2016年
- 這個美術社大有問題！（國川涼子[5]）
- Schwarzesmarken（馬萊·海森伯格、漢斯·魏德曼）
- 爆音少女!!（中野明菜、山坊）

2017年
- 奇諾之旅 -the Beautiful World- the Animated Series（女性）

### 遊戲
- 女友伴身邊（2013年，山田花[6]）
- （2014年，、七園沙知、種子島依子）
- 怪物烈傳 Oreca Battle（日语：モンスター烈伝 オレカバトル） 新一章（2014年）

### 外語配音

#### 電影
- 怪鐘疑案（2013年，諾拉）
- 凱爾經的秘密（阿詩琳）
- 冰雪女王2（英语：The Snow Queen 2）
- 撒彈殭屍女（英语：Zombie Women of Satan）（Z）

#### 電視影集
- 我的寶貝錦菲（許在京）

### 廣播劇CD
- （演出年份不詳，OL2、成員2）
- （2019年）
- 淡海乃海 水面動盪之時（日语：淡海乃海 水面が揺れる時） ～被三英傑討厭的不幸之男，朽木基綱的逆襲～（2021年，芥[7]）

### 廣播節目
- 日本電台
  - 拿鐵、劇場、工廠

### CD
- 環球音樂 萌系CD

### 舞台
- 板橋演劇中心「亨利六世 第三部」板橋區立文化會館小禮堂—飾 波納
- 劇團東京企鵝開場公演「Happy☆Happy Ice cream」劇院THE GUIDE—飾 哈密瓜雪酪
- 劇團東京企鵝第2回公演「東京女皇」Theater Green BASETHEATER—飾 赤子

### LIVE
- 西荻窪動畫歌曲祭 西荻窪Turning
- 娘式音樂秘寶館 秋葉原ROKET GATE

### MC
- 渡部優衣個人首支單曲發行紀念店內現場演唱 神田K-HALL
- 廣播會館 大納涼祭 USTREAM節目 助理主持人
- 渡部優衣「SecretMelody」DVD發行紀念活動 神田K-HALL
- 未來的力量（2018年3月9日，澀谷TAKEOFF7）MC[8]

### VOMIC
- 集英社VOMIC「CRASH！」（伽耶）

## 外部連結
- 丸塚香奈｜JTB Entertainment （日語）
- （日語）—丸塚香奈的官方個人部落格。
- 丸塚香奈的X（前Twitter） （日語）
- 丸塚香奈的Instagram帳戶 （日語）